# Sant'Adriano al Foro Romano
Sant'Adriano al Foro Romano, även benämnd Sant'Adriano in Tribus Foris och Sant'Adriano in Tribus Fatis, var en kyrkobyggnad och titeldiakonia i Rom, helgad åt den helige martyren Hadrianus av Nicomedia. Kyrkan var inhyst i Curia Iulia vid Forum Romanum i Rione Campitelli.
Tillnamnet ”Tribus Foris” syftar på att kyrkan gränsade till tre forum: Forum Romanum, Caesars forum och Nervas forum, medan ”Tribus Fatis” åsyftar statyer föreställande de tre parcerna, de romerska ödesgudinnorna, vilka stod i närheten.

## Bakgrund
Under kung Romulus, som regerade från 753 till 717 f.Kr., uppfördes ett tempel i sänkan mellan Capitolium och Palatinen. Denna byggnad nyttjades av senatorer som var rådgivare åt Roms kung. Templet kom dock att eldhärjas och ersattes med en ny byggnad av Tullus Hostilius och fick namnet Curia Hostilia, som i sin tur brann ner år 53 f.Kr. Faustus Cornelius Sulla lät uppföra en ny byggnad, vilken fick namnet Curia Cornelia. År 44 f.Kr. ersatte Julius Caesar denna byggnad med Curia Iulia. Curia Iulia eldhärjades år 283 e.Kr. och inom kort lät kejsar Diocletianus återuppbygga den.

## Kyrkans historia
År 630 e.Kr. lät påve Honorius I bygga om den forna senatsbyggnaden till en kyrka helgad åt den helige Hadrianus av Nicomedia. I slutet av 1100-talet byggdes kyrkan om och interiören fick tre skepp, åtskilda av spoglio-kolonner, det vill säga kolonner från antika byggnadsverk. På uppdrag av påve Sixtus V (1585–1590) genomfördes en renovering av interiören och fasaden och år 1590 överläts kyrkan åt Mercedarieorden. Åren 1654–1656 företog arkitekten Martino Longhi den yngre en genomgripande restaurering av interiören och gav den en barockdräkt; bland annat lät han innesluta de antika kolonnerna i massiva pilastrar samt välva taket. Senatsbyggnadens antika bronsdörrar avlägsnades på uppdrag av påve Alexander VII år 1660 och installerades av Francesco Borromini i Lateranbasilikan och ersattes med kopior.
År 1690 grundades Compagnia dei Acquavitari, destillerarnas skrå, och förlänades Sant'Adriano-kyrkan som samlingsplats. År 1711 anslöt sig även Università dei Tabaccari, tobakshandlarnas skrå. För att ha en egen samlingslokal lät dessa skrån till höger om Sant'Adriano uppföra ett oratorium, vilket fick namnet Santa Maria del Riscatto. Tillnamnet ”riscatto” syftar på den lösensumma med vilken Mercedarieorden friköpte kristna som hade tillfångatagits av nordafrikanska muslimer. Oratoriet hade en rektangulär grundplan. Fasaden kröntes av ett triangulärt pediment.

### Rivning
Under 1920- och 1930-talen genomförde den fascistiska regeringen under Mussolini genomgripande rivningar i centrala Rom, bland annat på Forum Romanum. Syftet var att demolera medeltida bebyggelse för att bringa lämningarna från kejsartidens Rom i dagen. I samband med detta revs oratoriet år 1935. Kyrkan Sant'Adriano dekonsekrerades och den forna senatsbyggnaden återställdes till sitt ursprungliga, profana utseende. En del av kyrkans inventarier och konstverk finns numera i kyrkan Santa Maria della Mercede e Sant'Adriano, belägen vid Viale Regina Margherita i nordvästra Rom.
I samband med rivningen av interiören upptäcktes freskfragment från 600-talet.

## Interiören
Högaltaruppsatsen ritades av Martino Longhi den yngre och Antonio Raggi utförde de krönande stuckänglarna. Högaltarmålningen De heliga Nereus, Achilleus och Domitilla var ett verk av Cesare Torelli.
Kyrkans vigvattenskålar utfördes av Antonio Raggi.
Kyrkan hade sammanlagt nio sidokapell, fyra i vardera sidoskepp samt ett nionde till höger om högaltaret.

### Höger sida
Cappella della Immacolata Concezione
Första sidokapellet på höger hand var invigt åt den Obefläckade Avlelsen. Här fanns två målningar, utförda av en anonym konstnär: Den helige Petrus Nolasco i vördnad inför Jungfru Maria och Jungfru Maria uppenbarar sig för Jakob I av Aragonien.
Cappella di Santa Maria Addolorata
Det andra kapellet var invigt åt den smärtofyllda Jungfru Maria och hade målningen Pietà.
Cappella della Madonna della Mercede
Tredje kapellet, invigt åt Madonna della Mercede, hyste en målning föreställande Jungfru Maria och en helig martyr.
Cappella di San Carlo Borromeo
Fjärde kapellet var invigt åt den helige Carlo Borromeo med en målning av Orazio Borgianni föreställande titelhelgonet som besöker de pestsmittade. Denna målning återfinns numera i Mercedarieordens moderhus i västra Rom.
Cappella dei Santi Sergio e Bacco
Det femte kapellet var invigt åt de heliga martyrerna Sergius och Bacchus för att hugfästa minnet av den rivna kyrkan Santi Sergio e Bacco al Foro Romano. Målningen som föreställde de både martyrerna utfördes under 1700-talet.

### Vänster sida
Cappella della Madonna delle Grazie
Första sidokapellet på vänster hand var invigt åt Jungfru Maria. I detta kapell vördades ikonen Madonna delle Grazie, en kopia av originalet i Santa Maria delle Grazie. Kapellets polykroma marmordekoration var särskilt överdådig. Sidomålningarna föreställde Jungfru Marie frambärande i templet och Jungfru Marie besök hos Elisabet.
Cappella di San Raimondo Nonnato
Detta kapell var invigt åt den helige Raymond Nonnatus. Altarmålningen av Carlo Saraceni framställde Den helige Raymond Nonnatus predikan.
Cappella di San Pietro Nolaso
Det tredje kapellet var invigt åt den helige Petrus Nolasco. Altarmålningen Den helige Petrus Nolasco buren av änglar var ett verk av Orazio Gentileschi.
Cappella di San Pietro Pascasio
Det fjärde sidokapellet på vänster hand var invigt åt den helige Petrus Pascasius, en mercedariepräst som led martyrdöden år 1300. Altarmålningen utfördes av en anonym romersk konstnär under 1600-talet.

## Omnämningar i kyrkoförteckningar
| Katalog                      | År         | Benämning                                  |
| ---------------------------- | ---------- | ------------------------------------------ |
| Catalogo di Cencio Camerario | 1192       | sco. Adriano                               |
| Il catalogo Parigino         | cirka 1230 | s. Andrianus                               |
| Il catalogo di Torino        | cirka 1320 | Ecclesia sancti Adriani dyaconi cardinalis |
| Il catalogo del Signorili    | cirka 1425 | sci. Adriani                               |

## Titeldiakonia
Sant'Adriano al Foro stiftades som titeldiakonia av påve Gregorius III omkring år 734. Titelvärdigheten upphävdes av påve Pius XII år 1946 och överfördes till San Paolo alla Regola.
Kardinaldiakoner 700- till 1800-talen (urval)
- Stefano de Normandis dei Conti: 1216–1228
- Odoardo Farnese: 1591–1595
- Decio Azzolino den yngre: 1654–1668
- Alessandro Albani: 1721–1722
- Neri Maria Corsini: 1730–1737

Kardinaldiakoner under 1900-talet
- José Calassanç Vives y Tuto: 1899–1913
- Vakant: 1913–1923
- Evaristo Lucidi: 1923–1929
- Vakant: 1929–1946
- Titelvärdigheten upphävd: 1946

## Bilder
| - Freskfragment från 600-talet. - Sant'Adriano. Tryck av Girolamo Francino från år 1588. - Sant'Adriano. Gravyr av Alò Giovannoli från år 1616. - Sant'Adriano al Foro Romano, här benämnd S. Hadriani, på Christian Hülsens karta över det medeltida Rom från år 1927. - Sant'Adriano (till vänster). I bildens mitt skymtar det triangulära pedimentet tillhörande Oratorio di Santa Maria del Riscatto. Akvarell utförd av Achille Pinelli år 1834. - Curia Iulia. - Sant'Adriano, fasad och grundplan. Gravyr av Giovanni Battista Cipriani. - Den helige Carlo Borromeo besöker de pestsmittade (bozzetto) av Orazio Borgianni. - Curians ursprungliga bronsdörrar, numera i Lateranbasilikan. |